# Mario Posch
Mario Posch (* 18. Juli 1967 in Bad Radkersburg) ist ein österreichischer Fußballtrainer und ehemaliger -spieler.

## Karriere

### Als Spieler

#### Verein
Posch begann seine Karriere beim TuS Mureck. 1989 wechselte er zum SV Flavia Solva. Zur Saison 1991/92 wechselte er zum erstklassigen FC Swarovski Tirol. Für die Tiroler debütierte er im Juli 1991 in der 1. Division, als er am ersten Spieltag jener Saison gegen den DSV Alpine in der 79. Minute für Robert Wazinger eingewechselt wurde.
Nach nur einer Saison in der höchsten Spielklasse wechselte Posch 1992 nach Deutschland zum Bundesligisten Bayer 05 Uerdingen. Nach 20 Spielen für Uerdingen in der Bundesliga musste er mit dem Verein in die 2. Bundesliga absteigen. Allerdings folgten aufgrund einer Kreuzbandverletzung keine Zweitligapartien mehr für den Verein aus Nordrhein-Westfalen, der in Poschs Abwesenheit den Wiederaufstieg erreichte.
Nach zwei Jahren im Ausland kehrte Posch zur Saison 1994/95 in seine Heimat zurück, wo er sich dem Erstligisten SK Sturm Graz anschloss. Für die Steirer absolvierte er bis 1999 über 130 Spiele in Österreichs höchster Liga und konnte zudem zwei Mal Meister werden. Nach seinem Karriereende folgte 2005 ein kurzes Gastspiel beim unterklassigen FC Union Gamlitz.

#### Nationalmannschaft
Posch absolvierte im Jahr 1992 zwei Länderspiele für die österreichische Nationalauswahl; sein Debüt gab er im Mai 1992, als er in einem Testspiel gegen die Niederlande in der Halbzeitpause für Peter Artner ins Spiel gebracht und bereits in der 69. Minute wieder durch Thomas Flögel ersetzt wurde.

### Als Trainer
Posch arbeitete nach seinem Karriereende zunächst als Jugendtrainer beim SK Sturm Graz. Im Jänner 2006 folgte seine erste Station als Cheftrainer im Profifußball; er übernahm den Zweitligisten SC Schwanenstadt. Nach nur einem halben Jahr bei den Oberösterreichern wurde er allerdings durch Andreas Heraf ersetzt.
In der Winterpause der Saison 2007/08 wurde er Co-Trainer des ASK Schwadorf. Nach der Umbenennung und Verlegung des Vereins nach Saisonende blieb er auch Co-Trainer beim FC Admira Wacker Mödling. Bereits im August 2008 wurde er nach nur fünf Partien gemeinsam mit Heinz Peischl entlassen.
2009 fungierte Posch als Trainer des fünftklassigen 1. Wiener Neustädter SC. Im Sommer 2009 wurde er Trainer der Amateure des SC Wiener Neustadt und rückte 2011 als Co-Trainer in den Profikader auf. Im März 2014 übernahm er den Trainerposten beim Zweitligisten First Vienna FC. Nachdem er mit der Vienna allerdings in den Amateurfußball abgestiegen war, wurde er durch Hans Slunecko ersetzt.
Im Juli 2014 wurde Posch sportlicher Leiter des unterklassigen steirischen Vereins USV Mettersdorf. Im Mai 2015 kehrte er zum Bundesligisten Wiener Neustadt zurück, wo er Co-Trainer von Helgi Kolviðsson wurde. Der SCWN stieg allerdings noch im selben Monat in die zweite Liga ab.
Posch blieb dem Verein auch nach dem Abstieg als Co-Trainer von Günter Kreissl treu. Im Jänner 2016 wechselte er allerdings zum Bundesligisten SV Ried, wo er zunächst Co-Trainer von Paul Gludovatz, danach von Christian Benbennek wurde. Im März 2017 musste er gemeinsam mit dem Deutschen den Verein verlassen. Im selben Monat wurde er zum dritten Mal Co-Trainer des SC Wiener Neustadt; diesmal wurde er neben Andreas Schicker und Gerhard Fellner dritter Assistent des Tschechen René Wagner. Nach nur drei Monaten endete auch die dortige Zusammenarbeit wieder und Posch wechselte nach dem Saisonende 2016/17 als sportlicher Leiter zum Regionalligisten Ritzing. Diese Tätigkeit übte er ein Jahr lang bis Juni 2018 aus, ehe er als neuer Trainer des USV Mettersdorf mit Spielbetrieb in der Steirischen Landesliga vorgestellt wurde. Nach nur etwas über zwei Monaten musste Posch den Verein schon wieder verlassen.